# Encyklopedia Powstań Śląskich
Encyklopedia Powstań Śląskich je polská encyklopedie editovaná Franciszkem Hawrankem. Týká se historie Slezska, zejména v období slezských povstání.
Publikace vydaná v Opolí v roce 1982 byla výslednou prací vědců z opolského Slezského institutu. Obsahovala 2 400 hesel, z nichž bylo 1 500 biografií osob přímo nebo nepřímo spojených s povstáními a plebiscity v Horním Slezsku. Všechna hesla byla autorizovaná. Dílo nepopisuje jen povstalecké akce, ale i jejich historické pozadí, genezi a následky, a jako hraniční perioda studia bylo přijato období mezi lety 1918–1922. Hesla jsou doplněna fotografickým materiálem, stejně jako příloha obsahující výsledky hlasování v jednotlivých hornoslezských obcích, mapa oblasti plebiscitu a kalendář událostí. Vedle věcného obsahu byl prezentován stav vědeckého výzkumu o povstaleckých a plebiscitních tématech, stejně jako názory historiků na prezentované události.